# Alphonso Carreker
Alphonso Carreker (Columbus, 25 maggio 1962) è un ex giocatore di football americano statunitense che ha militato nel ruolo di defensive end nella National Football League (NFL).

## Carriera
Al college Carreker giocò a football a Florida State. Fu scelto come dodicesimo assoluto nel Draft NFL 1984 dai Green Bay Packers. Nella sua prima stagione mise a segno 3 sack, venendo inserito nella formazione ideale dei rookie dalla Pro Football Writers of America. L'anno successivo ebbe un record in carriera di 9 sack. Nel corso della stagione 1989 Carreker passò ai Denver Broncos con cui a fine anno partì come titolare nel Super Bowl XXIV, dove mise a segno un tackle e un sack nella sconfitta contro i San Francisco 49ers. Si ritirò dopo la stagione 1991.

## Palmarès

### Franchigia
- American Football Conference Championship: 1

Denver Broncos: 1989

### Individuale
- PFWA All-Rookie Team - 1984